# پیچو دلیمینکوف
پیچو دلیمینکوف (انگلیسی: Peycho Deliminkov؛ زادهٔ ۱۱ ژوئن ۱۹۸۴) بازیکن فوتبال اهل بلغارستان است.